# Dirphya schubotzi
Dirphya schubotzi är en skalbaggsart som först beskrevs av Hintz 1919.  Dirphya schubotzi ingår i släktet Dirphya och familjen långhorningar. Inga underarter finns listade i Catalogue of Life.